# Lassell (Mondkrater)
Lassell ist ein kleiner Einschlagkrater im östlichen Teil des Mare Nubium. Er liegt westlich des Kraters Alpetragius und südwestlich von Großkraters Alphonsus.
Der Krater wurde von Lava überflutet, die eine nahezu ebene Oberfläche hinterließ. Aus dieser ragt der niedrige ursprüngliche Kraterrand hervor. Dieser Rand ist generell kreisförmig, zeigt aber ein eher vieleckiges Erscheinungsbild. Der Kraterboden hat eine niedrige Albedo, die das Kraterinnere dunkel erscheinen lässt.
Ost-nordöstlich von Lassell liegt ein kreisrunder, schüsselförmiger Krater mit der Bezeichnung 'Lassell B'. Dieser hat eine höhere Albedo als seine Umgebung und erscheint deshalb, vor allem bei hohem Sonnenstand, relativ hell.
Der kleine Krater 'Lassell D' liegt in westnordwestlicher Richtung auf halber Strecke zur Ruine des Kraters Guericke. Dieser Minikrater ist von einem Gebiet mit hoher Albedo umgeben und bietet ein Beispiel für einen auffälligen hellen Fleck auf dem Erdmond.
| Buchstabe | Position           | Durchmesser | Link |
| --------- | ------------------ | ----------- | ---- |
| A         | 16,8° S, 6,94° W   | 2 km        |      |
| B         | 16,24° S, 7,76° W  | 3 km        |      |
| C         | 14,69° S, 9,41° W  | 9 km        |      |
| D         | 14,61° S, 10,54° W | 2 km        |      |
| E         | 18,24° S, 10,28° W | 5 km        |      |
| F         | 17,16° S, 12,54° W | 5 km        |      |
| G         | 14,87° S, 9,06° W  | 6 km        |      |
| H         | 14,55° S, 11,32° W | 4 km        |      |
| J         | 14,8° S, 10,53° W  | 3 km        |      |
| K         | 15,09° S, 9° W     | 5 km        |      |
| M         | 14,23° S, 8,85° W  | 3 km        |      |
| S         | 18,31° S, 8,62° W  | 3 km        |      |
| T         | 17,09° S, 8,88° W  | 2 km        |      |